# Gustavia acuminata
Gustavia acuminata är en tvåhjärtbladig växtart som beskrevs av Scott A. Mori. Gustavia acuminata ingår i släktet Gustavia och familjen Lecythidaceae. IUCN kategoriserar arten globalt som sårbar. Inga underarter finns listade i Catalogue of Life.